# Zandschoffelmos
Zandschoffelmos (Scapania irrigua) is een levermossoort uit het geslacht schoffelmos (Scapania).

## Kenemerken
Zandschoffelmos is meestal middelgroot (scheuten 1,5-4 mm breed) en lichtgroen of gepigmenteerd, met puntige voor- en achterbladlobben (minder dan 2 mm lang). Kenmerkend is dat de voorkwab evenwijdig loopt voordat hij zich snel vernauwt tot een basis die niet doorloopt naar de stengel. De gemmen zijn groen, maar zelden prominent aanwezig.

## Ecologie
Zandschoffelmos heeft een voorkeur voor kleine verstoorde plekjes, die meestal maar enkele jaren blijven bestaan. Bij inventarisaties dient bedacht te worden dat de soort op regelmatig betreden paden zeer klein en onopvallend kan zijn.

## Verspreiding
In Nederland is zandschoffelmos zeldzaam. Het staat op de rode lijst in de categorie 'bedreigd'.  In het binnenland is de soort sterk achteruitgegaan. Hier kwam de soort voor in uiteenlopende milieus als heide, afgravingen en zelfs in venen. Het feit dat de soort bij de intensieve inventarisaties in Brabant toch nog met enige regelmaat gevonden is geeft hoop dat de soort ook op de Veluwe nog te vinden moet zijn. De soort lijkt niet echt te profiteren van de vele natuurontwikkelingsprojecten op de zandgronden.